# Conchi Ríos
Conchi Ríos   (Múrcia, 11 de març de 1991) Conchi Reyes Ríos, és una torera espanyola.

## Biografia
Ríos va néixer a Múrcia el 1991, en el si d'una família en la qual ningú no es dedicava al món del toreig. Els seus avis van conèixer el seu entusiasme pels bous quan tenia 15 anys, durant un esdeveniment a La Condomina; el seu avi la va portar a unes festes perquè vera un vedell de prop, però, lluny d'espantar-se, se li va apropar amb un capot i des d'aleshores va desitjar ser torera.
Es va apuntar a l'escola de tauromàquia de Múrcia, on va torejar vaques, i posteriorment la seua preparació la va portar a Cadis, Granada, Sevilla, Albacete i Madrid. Va fer el seu debut en públic el 23 de setembre de 2007. Va debutar amb picadors a Granada el 8 de juny de 2009, en un cartell que compartia amb Luis Miguel Casares i "El Nico", amb novillos de Lagunajanda. Es va presentar en Les Vendes (Madrid) el 10 de juliol de 2011, en un esdeveniment en el qual va compartir cartell amb López Simón i Jiménez Fortes, amb novells de José Cruz; eixe mateix dia es va convertir en la primera dona en tallar dos orelles d'un mateix bou.
Després d'allò va passar gairebé tres anys sense torejar. Va aprofitar per a reprendre els estudis i obtenir l'accés a la universitat. Després se'n va anar al Perú, on les condicions eren pitjors, sense quasi seguretat. Va tornar a Espanya, on va continuar amb els seus estudis.

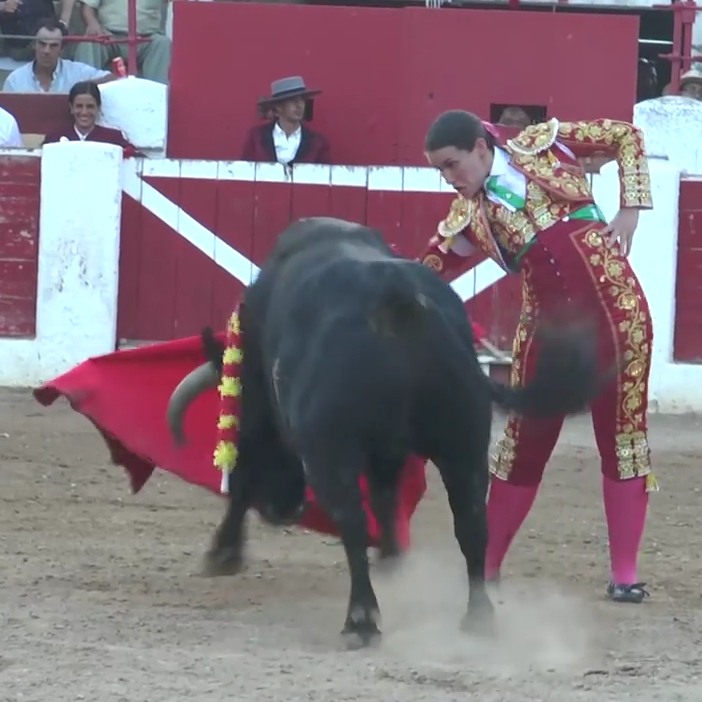
Conchi Ríos en 2016 a Cehegín

En 2015, segons les dades del Ministeri d'Educació, Cultura i Esports, era una de les cinc toreres espanyoles en una llista de 825. Va prendre l'alternativa el 9 de juny de 2016 a Cehegín (Múrcia), compartint cartell amb El Cordobés i Antonio Puerta, amb bous de Guadalmena.
Eixe mateix any va ser triada per la BBC com una de les 100 dones més influents de 2016, sent l'única espanyola entre les 20 europees escollides; d'ella van destacar ser una de les quatre dones toreres enfront d'una llista de 820 homes, i la frase "Crec en la igualtat de dones i homes. Tothom ha de lluitar pel que és i pel que vol fer en la vida".